# Angel Point (Nowa Szkocja)
Angel Point – przylądek (point) w kanadyjskiej prowincji Nowa Szkocja, w hrabstwie Pictou (45°45′49″N, 63°06′45″W), wysunięty w zatokę Amet Sound, na jej południowym brzegu; nazwa urzędowo zatwierdzona 6 maja 1947.